# Albrecht I van Brunswijk-Grubenhagen
Albrecht I van Brunswijk-Grubenhagen bijgenaamd van Zout (circa 1339 - 1383) was van 1361 tot aan zijn dood hertog van Brunswijk-Grubenhagen. Hij behoorde tot het huis Welfen.

## Levensloop
Albrecht was de oudste zoon van hertog Ernst I van Brunswijk-Grubenhagen en diens echtgenote Adelheid, dochter van graaf Hendrik II van Eberstein. In 1359 werd hij door zijn vader benoemd tot medehertog van Brunswijk-Grubenhagen en na de dood van zijn vader in 1361 regeerde Albrecht alleen over het hertogdom Brunswijk-Grubenhagen. De districten Osterode en Herzberg moest hij echter afstaan aan zijn jongere broer Frederik. Hij resideerde vanuit het kasteel Salzderhelden in Einbeck, waarvan Albrechts bijnaam van Zout afgeleid is. 
Tijdens zijn regering was Albrecht bij verschillende vetes betrokken. Zo had hij een vete met graaf Otto van Waldeck en diens zoon Hendrik en had er ook een met markgraaf Frederik III van Meißen. Zo werden de gebieden van Frederik  III meermaals getroffen door plunderingen van de troepen van Albrecht en zijn vazallen. Uit wraak viel Frederik in 1365 met een troepenmacht van 1.800 man het hertogdom Brunswijk-Grubenhagen binnen, vernielde hij steden en dorpen, liet hij de kastelen van enkele van Albrechts vazallen afbreken en dwong hij hen op deze manier tot vrede. Deze vrede werd echter al snel door Albrecht verbroken, waarna Frederik III opnieuw Brunswijk-Grubenhagen verwoestte. Na enkele bemiddelingen werd het conflict vervolgens in Eisenach bijgelegd.
Door deze vetes was Albrecht veel geld verloren en dus moest hij enkele van zijn gebieden verkopen: zo verkocht hij de stad Hamelen en enkele dorpen. In 1383 stierf Albrecht, waarna hij werd bijgezet in de Sint-Alexanderkloosterkerk van Einbeck.

## Huwelijk en nakomelingen
Albrecht was gehuwd met Agnes (overleden in 1410), dochter van hertog Magnus II van Brunswijk-Wolfenbüttel. Ze kregen een zoon:
- Erik I (1383-1427), hertog van Brunswijk-Grubenhagen